# Аксу (Нураталдинский сельский округ)
Аксу (каз. Ақсу) — село в Шетском районе Карагандинской области Казахстана. Входит в состав Нураталдинского сельского округа. Код КАТО — 356473300.

## Население
В 1999 году население села составляло 372 человека (184 мужчины и 188 женщин). По данным переписи 2009 года, в селе проживало 358 человек (178 мужчин и 180 женщин).